# 塔拉比 (聖保羅州)
22°18′09″S 51°33′33″W / 22.30250°S 51.55917°W
塔拉比（葡萄牙語：Tarabai），是巴西的城鎮，位於該國南部，由聖保羅州負責管轄，始建於1965年3月21日，面積197平方公里，海拔高度445米，2010年人口6,605，人口密度每平方公里33.49人。